# شیوه‌نامه ونکوور
شیوه‌نامهٔ ونکوور (به انگلیسی: Vancouver Reference Style) شیوه‌نامه‌ای برای منبع‌دهی در نوشتنِ رساله‌ها که کاربردش بیشتر در علوم پزشکی است.
این شیوه به صورت شمارشی است. طبق این شیوه، یادکرد منابع در درون متن با شماره مشخص می‌شود و در انتهای فهرست منابع به ترتیب الفبایی قرار می‌گیرد.
در سال ۱۹۷۸ گروه کوچکی از سردبیران نشریات علوم پزشکی در ونکوور بریتیش کلمبیا به‌طور غیررسمی گرد هم آمدند تا دستورالعملی نگارشی برای مقالات ارسالی به نشریاتشان تدوین کنند. این گروه، که در ابتدا گروه ونکوور نامیده می‌شد، بعدها ICMJE کمیتهٔ بین‌المللی ویراستاران نشریات زیست‌پزشکی را تشکیل دادند.
این کمیسیون سالی یک بار تشکیل جلسه می‌دهد. همچنین وظیفه بازنگری توصیه‌های ICMJE را برعهده دارد. در توصیه‌نامهٔ مذکور بخشی به نحوه تدوین استنادهای کتابشناختی در یک مقاله اختصاص یافته‌است.